# Ракин понор
Ракин понор је повремени речни ток и понорница сезонског карактера, дужине 2km површине слива 1,3km². Настаје спајањем мањих повремених токова југоисточно од Копане Главице на западним обронцима Мироча.
Након тока по вододржљивим пешчарима и глинцима доњокредне старости, понире испод одсека горњојурских кречњака на 380 м.н.в. Воде понора формирале су истоимену  пећину која је најдубљи спелеолошки објекат у Србији (дужина 684m, дубина 285m). У горњим деловима, канали су релативно уски, а у дубљим деловима пећине прелазе у простране канале елиптичних и кружних пресека, што значи да су формирани под великим притиском воде. 
Завршни канал стрмо се спушта до сифонског језера на 256m дубине, које је роњењем истражено до дубине од 29m, па је укупна истражена дубина пећине 285m.